# Planetă dublă

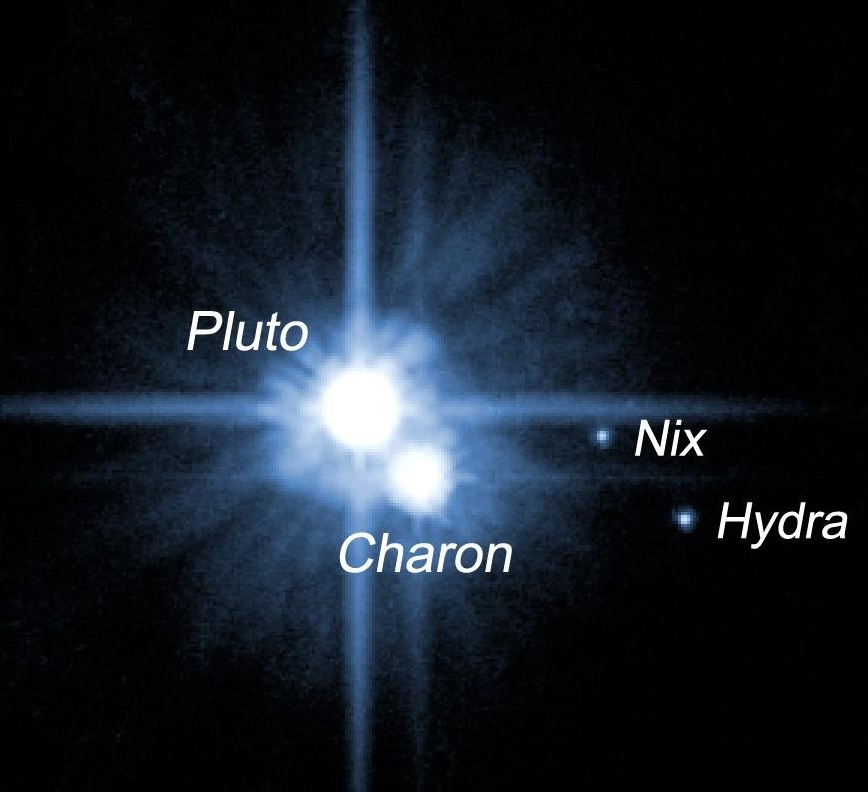
Pluto și Charon alcătuiesc un sistem de planetă dublă

Planetă dublă

O planetă dublă (sau planetă binară) este un sistem binar format din două corpuri cerești, fiecare dintre care corespunde definiției de planetă și este suficient de masiv pentru a avea un efect gravitațional, depășind gravitația stelei în jurul căreia se învârte.
Ca situație, la 2010, oficial în sistemul solar nu există nici-un sistem având clasificarea "planetă dublă". Una dintre cerințele informale este faptul ca ambele planete trebuie să se învârte în jurul unui centru comun de masă, care trebui să fie deasupra suprafeței ambelor planete.
Cu toate acestea, există asteroizi binari, cum ar fi 90 Antiope și obiecte duble în centura Kuiper, precum = 79360 Sila–Nunam și 1998 WW31. Agenția Spațială Europeană propune să se ia în considerare sistemul Pământ - Lună, drept o planetă dublă. În august 2006, a XXVI-a Adunarea Generală a Uniunii Astronomice Internaționale a luat cunoștință cu o propunere de a reclasifica Pluto și Charon ca fiind o planetă dublă. Mai târziu, însă, acest lucru nu a fost discutat.